# Прибрежный аквальный комплекс у мыса Чауда
Прибрежный аквальный комплекс у мыса Чауда (укр. Прибережний аквальний комплекс біля миса Чауда, крымскотат. Çavda burnu yanındaki yalı akval kompleksi, Чавда бурну янындаки ялы акваль комплекси) — гидрологический памятник природы, расположенный на территории Ленинского района (Крым). Площадь — 90 км².

## История
Статус памятника природы присвоен Решением исполнительного комитета Крымского областного Совета народных депутатов от 22.02.1972 № 97.
Является государственным памятником природы регионального значения, согласно Распоряжению Совета министров Республики Крым от 05.02.2015 № 69-р «Об утверждении Перечня особо охраняемых природных территорий регионального значения Республики Крым».

## Описание
Статус памятника природы присвоен с целью сохранения, возобновления и рационального использования типичных и уникальных природных комплексов. На территории памятника природы запрещается или ограничивается любая деятельность, если она противоречит целям его создания или причиняет вред природным комплексам и их компонентам.
Памятник природы занимает прибрежную полосу акватории Чёрного моря, что примыкает к мысу Чауда — юго-западнее села Вулкановка. Мыс Чауда на востоке замыкает Феодосийский залив.

## Природа
Объект охраны — прибрежный аквальный комплекс (участок акватории).
Тип берега мыса — абразивный, высотой 20 м. Есть подводные камни.
Зарегистрировано 57 видов макрофитов: отдел харофиты — 2, отдел охрофитовые водоросли (класс жёлто-зелёные водоросли — 1, класс бурые водоросли — 9), отдел зелёные водоросли — 12, отдел красные водоросли — 31, морские травы — 1. В псевдолиторали отмечено 22 вида макрофитов, в сублиторали — 53. Полученные данные свидетельствуют о значительной роли макрофитобентоса аквального комплекса в поддержании экологического баланса региона.